# V359 Андромеды
V359 Андромеды (лат. V359 Andromedae) — двойная звезда в созвездии Андромеды на расстоянии приблизительно 96,8 световых лет (около 29,7 парсеков) от Солнца.

## Характеристики
Первый компонент (G 172-34) — красно-оранжевый карлик, вращающаяся переменная звезда типа BY Дракона (BY:) спектрального класса M0 или K7V. Видимая звёздная величина звезды — от +11,31m до +10,89m. Масса — около 0,64 солнечной, радиус — около 0,6 солнечного, светимость — около 0,082 солнечной. Эффективная температура — около 4020 K.
Второй компонент (G 172-35) — красный карлик спектрального класса M1,5V. Видимая звёздная величина звезды — +14,4m. Эффективная температура — около 3546 K. Удалён на 17 угловых секунд.

## Планетная система
В 2019 году учёными, анализирующими данные проектов HIPPARCOS и Gaia, у звезды обнаружена планета.